# Ектор Пуебла
Ектор Пуебла (ісп. Héctor Puebla, нар. 10 липня 1955, Ла-Лігуа) — чилійський футболіст, що грав на позиції півзахисника, зокрема за клуб «Кобрелоа» та національну збірну Чилі.

## Клубна кар'єра
У дорослому футболі дебютував 1977 року виступами за команду «Лота Швагер», в якій провів три сезони, взявши участь у 60 матчах чемпіонату. 
1980 року перейшов до клубу «Кобрелоа», за який відіграв 17 сезонів. Завершив професійну кар'єру футболіста виступами за команду «Кобрелоа» у 1996 році.

## Виступи за збірну
1984 року дебютував в офіційних матчах у складі національної збірної Чилі.
У складі збірної був учасником розіграшу Кубка Америки 1987 року в Аргентині, де разом з командою здобув «срібло», а також розіграшу Кубка Америки 1989 року в Бразилії.
Загалом протягом семирічної кар'єри у національній команді провів у її формі 35 матчів, забивши 1 гол.

## Титули і досягнення
- Срібний призер Кубка Америки: 1987